# الحسيب (أسماء الله الحسنى)
الحسيب هو اسم من أسماء الله الحسنى، على وزن فعيل بصيغة المبالغة، له معنيان :
1. الكفاية والاقتدار، بمعنى أنه كافي المتوكلين، والحفيظ على كل شيء، الذي يحفظ أعمال عباده من طاعة أو معصية ليجازيهم بها.
2. المكافيء والمُحاسب.[1]

## في القرآن الكريم
قد ورد في القرآن ثلاث واحدة منونًا:
- ﴿وَابْتَلُوا الْيَتَامَى حَتَّى إِذَا بَلَغُوا النِّكَاحَ فَإِنْ آنَسْتُمْ مِنْهُمْ رُشْدًا فَادْفَعُوا إِلَيْهِمْ أَمْوَالَهُمْ وَلَا تَأْكُلُوهَا إِسْرَافًا وَبِدَارًا أَنْ يَكْبَرُوا وَمَنْ كَانَ غَنِيًّا فَلْيَسْتَعْفِفْ وَمَنْ كَانَ فَقِيرًا فَلْيَأْكُلْ بِالْمَعْرُوفِ فَإِذَا دَفَعْتُمْ إِلَيْهِمْ أَمْوَالَهُمْ فَأَشْهِدُوا عَلَيْهِمْ وَكَفَى بِاللَّهِ حَسِيبًا ۝٦﴾ سورة النساء:6
- ﴿وَإِذَا حُيِّيتُمْ بِتَحِيَّةٍ فَحَيُّوا بِأَحْسَنَ مِنْهَا أَوْ رُدُّوهَا إِنَّ اللَّهَ كَانَ عَلَى كُلِّ شَيْءٍ حَسِيبًا ۝٨٦﴾ سورة النساء:86
- ﴿الَّذِينَ يُبَلِّغُونَ رِسَالَاتِ اللَّهِ وَيَخْشَوْنَهُ وَلَا يَخْشَوْنَ أَحَدًا إِلَّا اللَّهَ وَكَفَى بِاللَّهِ حَسِيبًا ۝٣٩﴾ سورة الأحزاب:39

وورد الحاسب مرتين بصيغة الجمع :
- ﴿ثُمَّ رُدُّوا إِلَى اللَّهِ مَوْلَاهُمُ الْحَقِّ أَلَا لَهُ الْحُكْمُ وَهُوَ أَسْرَعُ الْحَاسِبِينَ ۝٦٢﴾ سورة الأنعام:62
- ﴿وَنَضَعُ الْمَوَازِينَ الْقِسْطَ لِيَوْمِ الْقِيَامَةِ فَلَا تُظْلَمُ نَفْسٌ شَيْئًا وَإِنْ كَانَ مِثْقَالَ حَبَّةٍ مِنْ خَرْدَلٍ أَتَيْنَا بِهَا وَكَفَى بِنَا حَاسِبِينَ ۝٤٧﴾ سورة الأنبياء:47

## الأقوال في معناه
- قال ابن جرير الطبري[2] في تفسير قوله تعالى: ﴿وَكَفَى بِاللّهِ حَسِيبًا﴾ سورة الأحزاب:39:«أي: وكفاك يا محمد بالله حافظاً لأعمال خلقه ومحاسباً عليهم»
- قال الزجاج:[3] «الحسيب يجوز أن يكون من حسبت الحساب، ويجوز أن يكون أحسبني الشيء إذا كفاني. فالله تعالى "محسب" أي: كاف فيكون فعيلاً في معنى مفعل كأليم ونحوه»
- قال السعدي:[4]«الحسيب: هو العليم بعباده، كافي المتوكلين، المجازي لعباده بالخير والشر بحسب حكمته وعلمه بدقيق أعمالهم وجليلها»
- وقال أيضاً:[5]«والحسيب بمعنى الرقيب الحاسب لعباده المتولي جزاءهم بالعدل، وبالفضل، وبمعنى الكافي عبده همومه، وغمومه. وأخص من ذلك أنه الحسيب للمتوكلين: ﴿وَمَن يَتَوَكَّلْ عَلَى اللَّهِ فَهُوَ حَسْبُهُ﴾ سورة الطلاق:30، أي: كافيه أمور دينه ودنياه»
- وقال أيضًا:[6]«والحسيب أيضاً هو الذي يحفظ أعمال عباده من خير، وشر، ويحاسبهم إن خيراً فخير وإن شراً فشر، وقال تعالى: ﴿يَا أَيُّهَا النَّبِيُّ حَسْبُكَ اللّهُ وَمَنِ اتَّبَعَكَ مِنَ الْمُؤْمِنِينَ﴾ سورة الأنفال:64، أي: كافيك وكافي أتباعك، فكفاية الله لعبده بحسب ما قام به في متابعة الرسول ظاهراً وباطناً، وقيامه بعبودية الله تعالى»
- وقال في موطن أخر:[7]«﴿إِنَّ اللّهَ كَانَ عَلَى كُلِّ شَيْءٍ حَسِيبًا﴾ سورة النساء:86، فيحفظ على العباد أعمالهم حسنها وسيئها، صغيرها وكبيرها ثم يجازيهم بما اقتضاه فضله وعدله وحكمه المحمود»
- قال الخطابي:[8]«الحسيب هو المكافئ فعيل بمعنى فعل كقولك: أليم بمعنى مؤلم، تقول العرب: نزلت بفلان فأكرمني وأحسبني أي أعطاني ما كفاني حتى قلت: حسبي، والحسيب أيضاً بمعنى المحاسب، كقولهم: وزير ونديم بمعنى موازر ومنادم ومنه قول الله سبحانه: ﴿كَفَى بِنَفْسِكَ الْيَوْمَ عَلَيْكَ حَسِيبًا﴾ سورة الإسراء:14 أي: محاسباً والله أعلم»
- قال ابن القيم: